# Meta Plückebaum

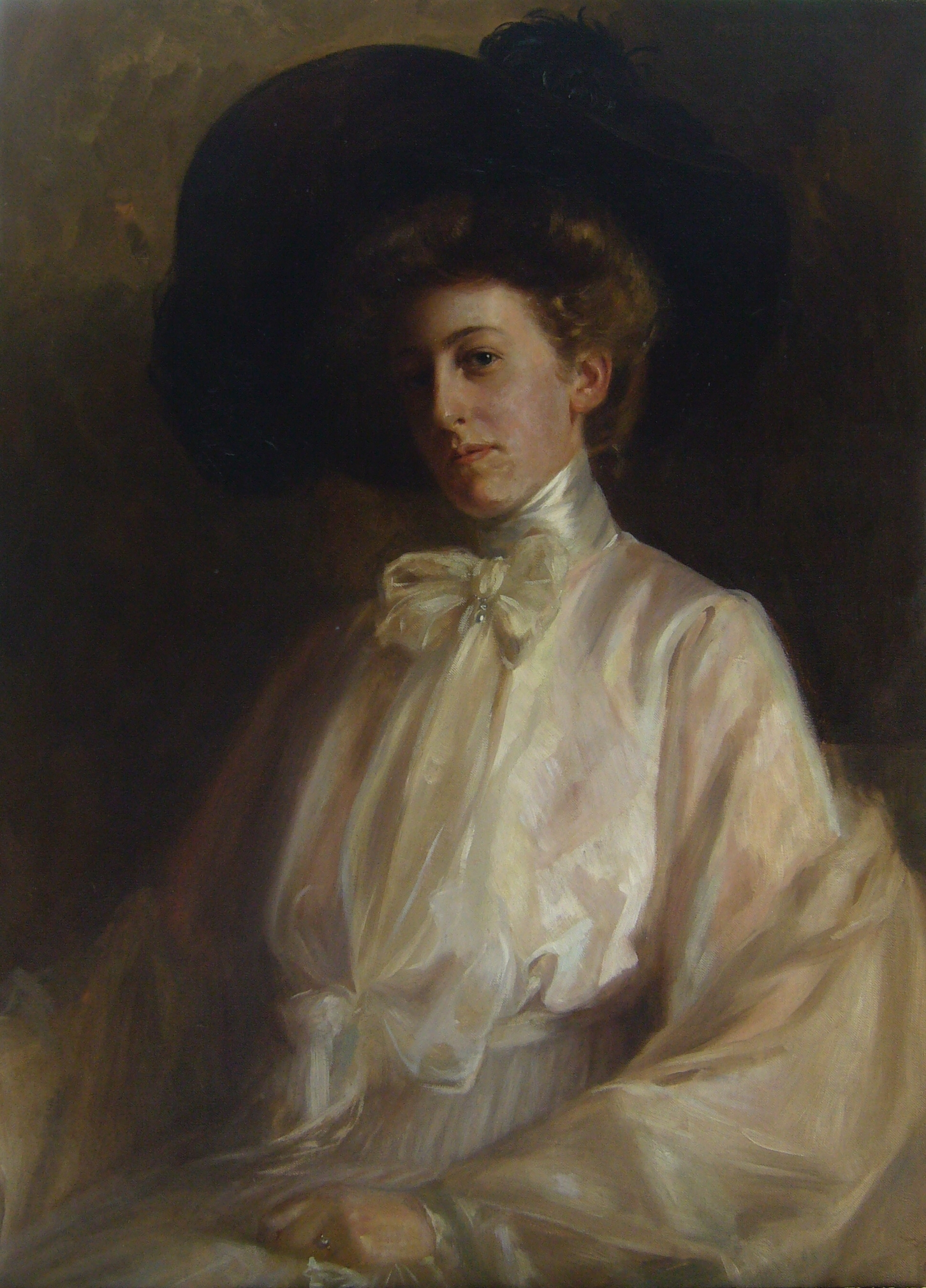
Selbstbildnis, 1904

Meta Plückebaum, geborene Meta Weber (* 12. August 1876 in Dortmund; † 9. August 1945 in Düsseldorf), war eine deutsche Tier-, Blumen- und Porträtmalerin sowie Grafikerin.

## Leben

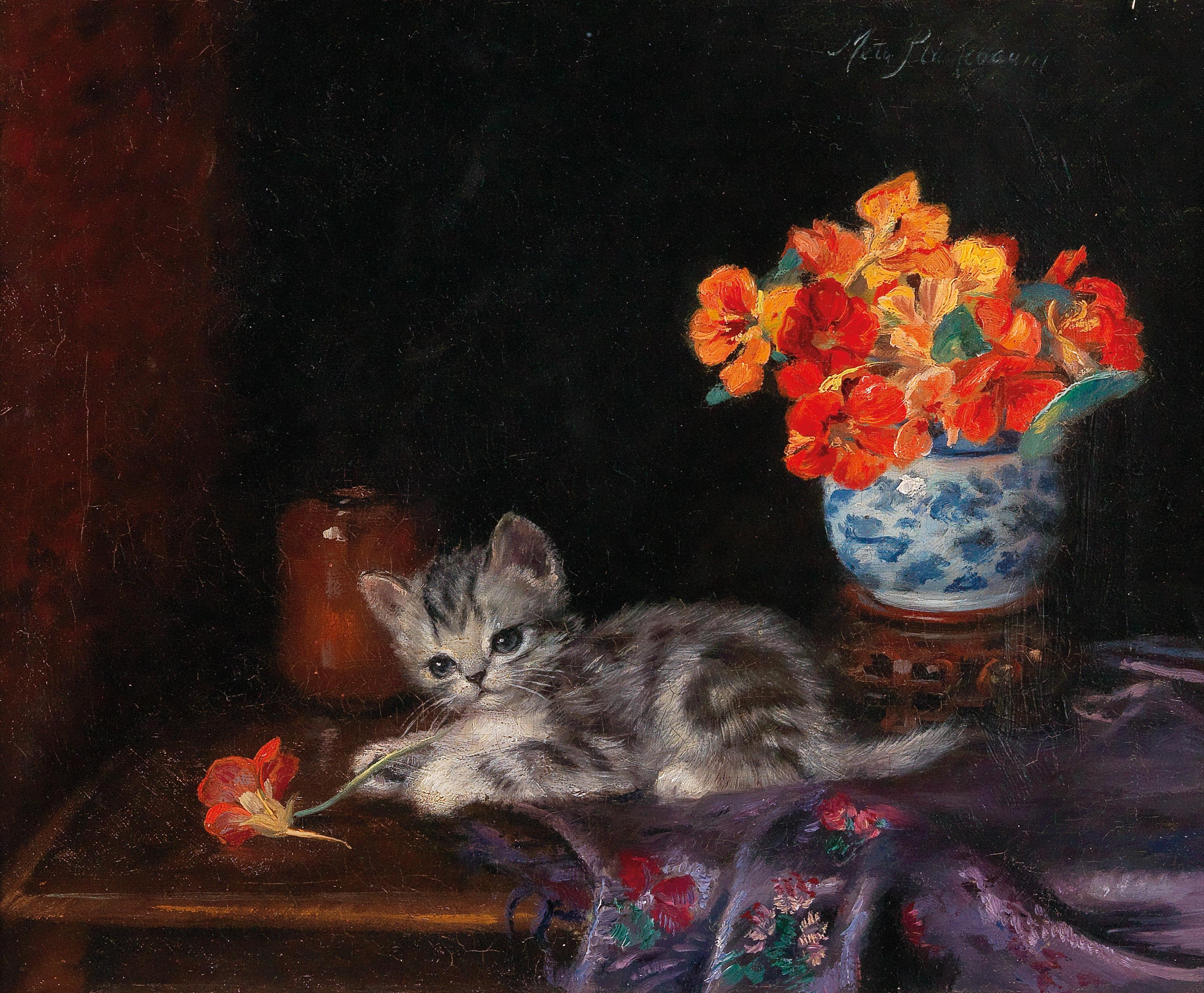
Ein verspieltes Kätzchen (A Playful Kitten)

Plückebaum wurde als Meta Weber in Dortmund geboren. In Düsseldorf erhielt sie privaten Kunstunterricht bei dem Maler Hermann Emil Pohle. Dort gehörte sie auch zu den ersten Mitgliedern des 1911 gegründeten Vereins Düsseldorfer Künstlerinnen. Als sie sich danach in München aufhielt und in den Künstlerkreisen Schwabings verkehrte, lernte sie den Genremaler und Radierer Carl Plückebaum kennen. Sie wurden ein Paar und heirateten. Gemeinsam lebten und arbeiteten sie in Düsseldorf, wo sie mit ihrem Mann ein gemeinsames Atelier in der Bismarckstraße hatte, zu den bekannten Größen der Künstlerszene zählte und dem Künstlerverein Malkasten angehörte. Sie starb 68-jährig in Düsseldorf und wurde auf dem Nordfriedhof bestattet.
Plückebaum malte, zeichnete und radierte vor allem liebliche Katzen-, Hundewelpen- und Blumenmotive, die sich bis heute großer Popularität erfreuen, nicht nur in Europa, sondern auch in den Vereinigten Staaten. Dieser Erfolg zog Aufträge zur Illustration von Kinderbüchern nach sich. Auch Kinderporträts gehören zu ihrem Werk. Ihr Bild Sommerblumen wurde 1939 auf der Großen Deutsche Kunstausstellung im Haus der Deutschen Kunst in München ausgestellt.